# Tause
Die Tause war ein Schweizer Volumenmaß für Flüssigkeiten und trockene Dinge.
- Flüssigkeiten: 1 Tause = ½ Eimer = 2 Viertel
- Trockene  Ware: 1 Tause = 3 Viertel
- Zürich, Flüssigkeiten: 1 Tause = 25 bis 30 Maß[1]

Im Schwäbischen steht der Begriff Tause für eine „Büchse“.